# المنطقة الرطبة المقطع
المنطقة الرطبة المقطع من أشهر المناطق الرطبة في شمال إفرقيا حيث تتوسط ثلاث ولايات :وهران معسكرومستغانم حيث تتربع على مساحة 44500 هآ وأصبحت منطقة محمية في 02 فيبراير 2001 كما تضم المئات من الطيور

### تضاريس

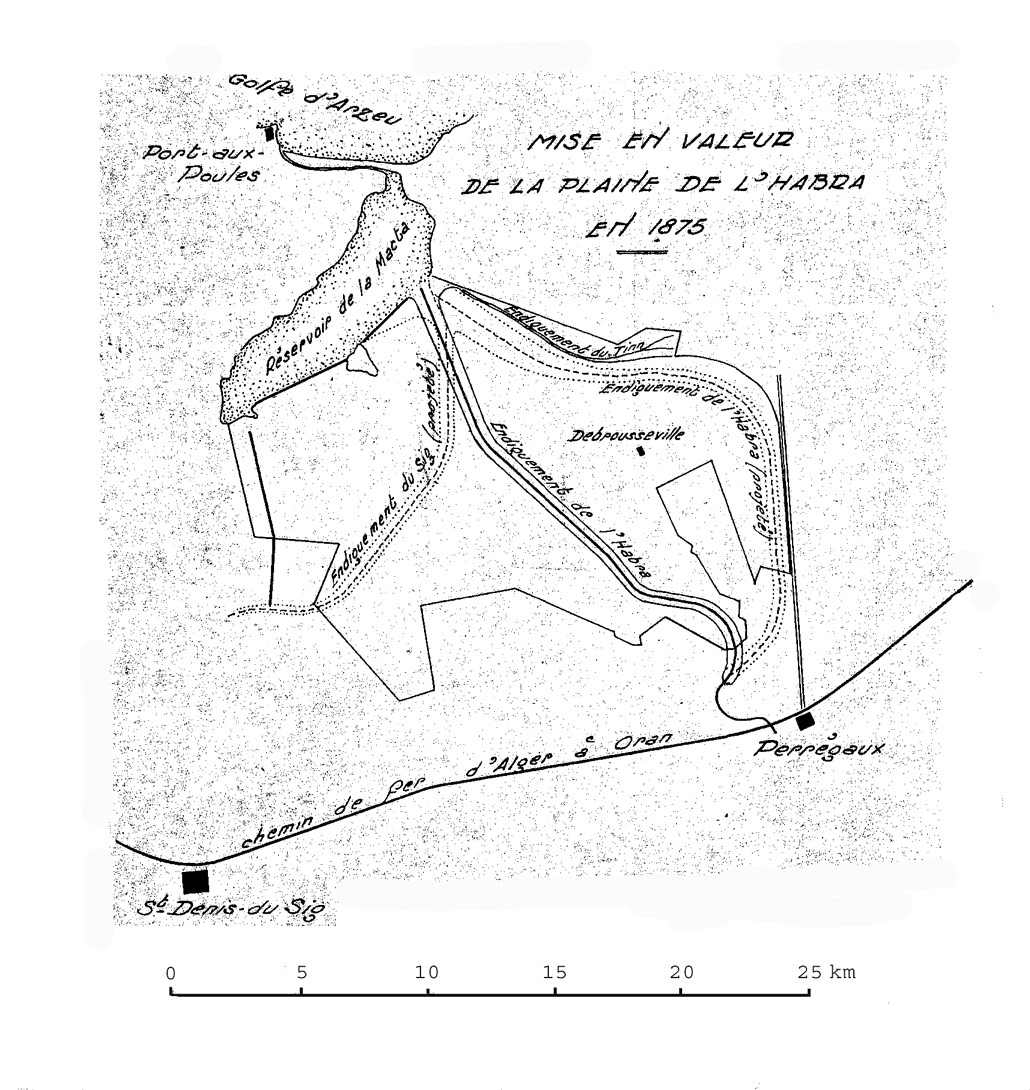
سد الوديان

## وصف

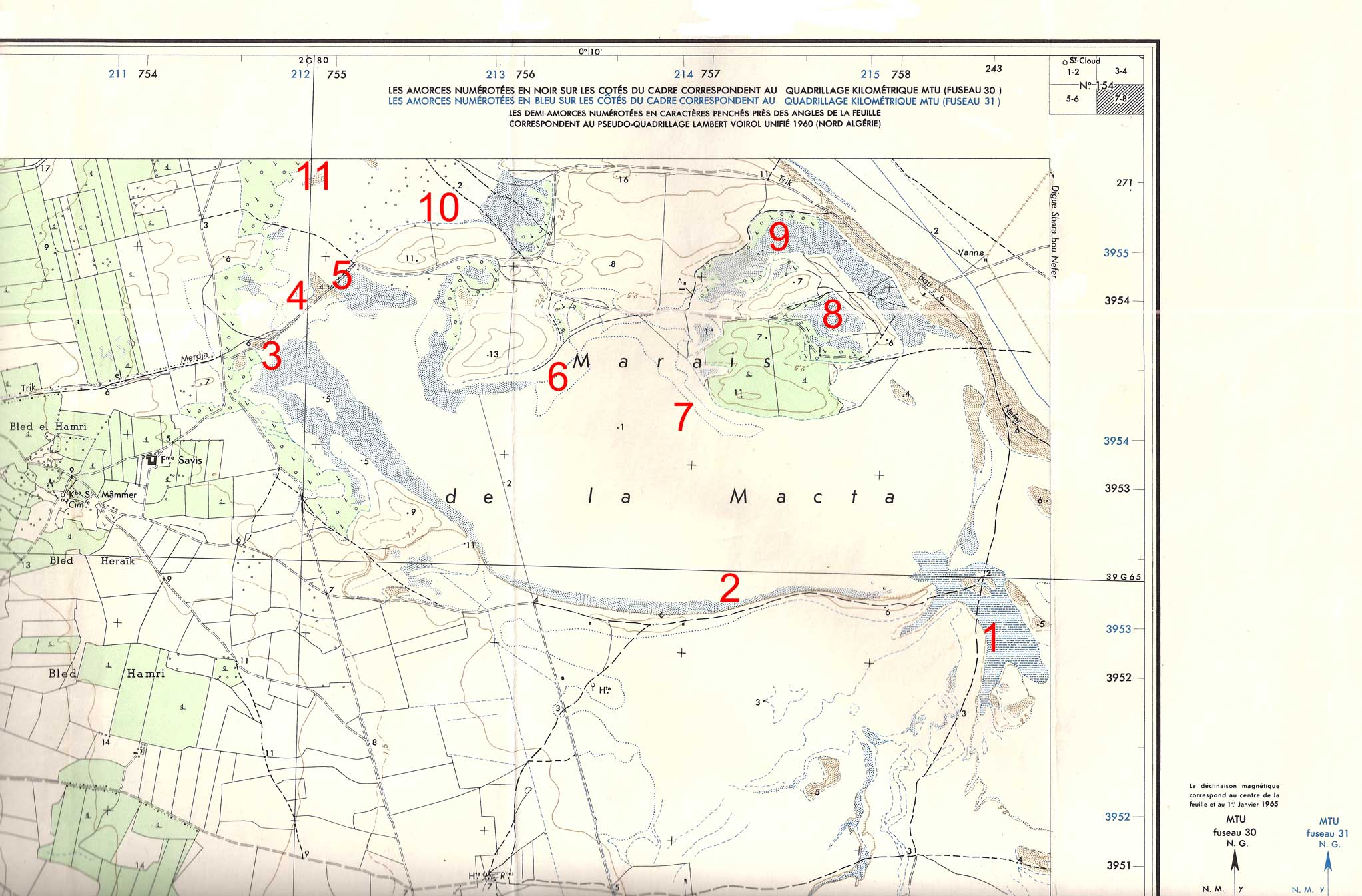
خريطة المقطعنحامكثبان رملية

الموقع عبارة عن منخفض مثلثي مفصول عن خليج أرزيو بالقرب من وهران بحزام كثيب ، ومجمع من المياه المفتوحة والمستنقعات وسهوب رطبة إلى حد ما على بعد تسعة أميال داخلية ، تزودها بثلاثة وديان دائمة. يعد هذا الموقع نادرًا في شمال إفريقيا من حيث تنوع الموائل التي يحتوي عليها ، وأبرزها sansouires أو المستنقعات المالحة التي تذكر كامارغ في فرنسا. يوجد هناك تنوع بيولوجي غني ، بما في ذلك مجموعة كبيرة ومتنوعة من النباتات المحبة للملوحة بالإضافة إلى العديد من اللافقاريات والأسماك.
يعد الموقع أيضًا أرضًا تعشيش للطيور المائية مثل:
- البط الرخامي (Marmaronetta angustirostris)
- ruddy shelduck
- Tadorna ferruginea.

الكثبان الرملية هي موطن للعديد من الأنواع النباتية النادرة التي تستحق حماية خاصة ، مثل :
- صاروخ البحرCakile maritima
- العنب البحري Ephedra Distachya.

تعتبر الأراضي الرطبة مهمة لكل من السكان المحليين والبدو ، خاصة خلال مواسم الجفاف ، كمراعي لماشيتهم وأغنامهم على التوالي. سيسمح تصنيف الموقع كمحمية طبيعية بتنظيم الأنشطة البشرية والمساعدة في الحفاظ على مناطقه البيئية الغنية.

## تهديدات
تشهد المنطقة المحمية العديد من التهديدات التي تمس البيئة أبرزها:
- رمي العشوائي للنفايات
- إقتلاع أشحار المحمية
- الرعي العشوائي

## تاريخ
شهدت منطقة مواجهة بين جيش الإستعمار الفرنسي وجيش الأمير عبد القادر سميت باسم معركة المقطع حيث هزمهم شر هزيمة وأسر الكثير من الجنود إضافة للغنيمة التي كسبها وماكان علي القائد تريزيل إلا النجاة والفرارإلى مدينة وهران

## معرض صور

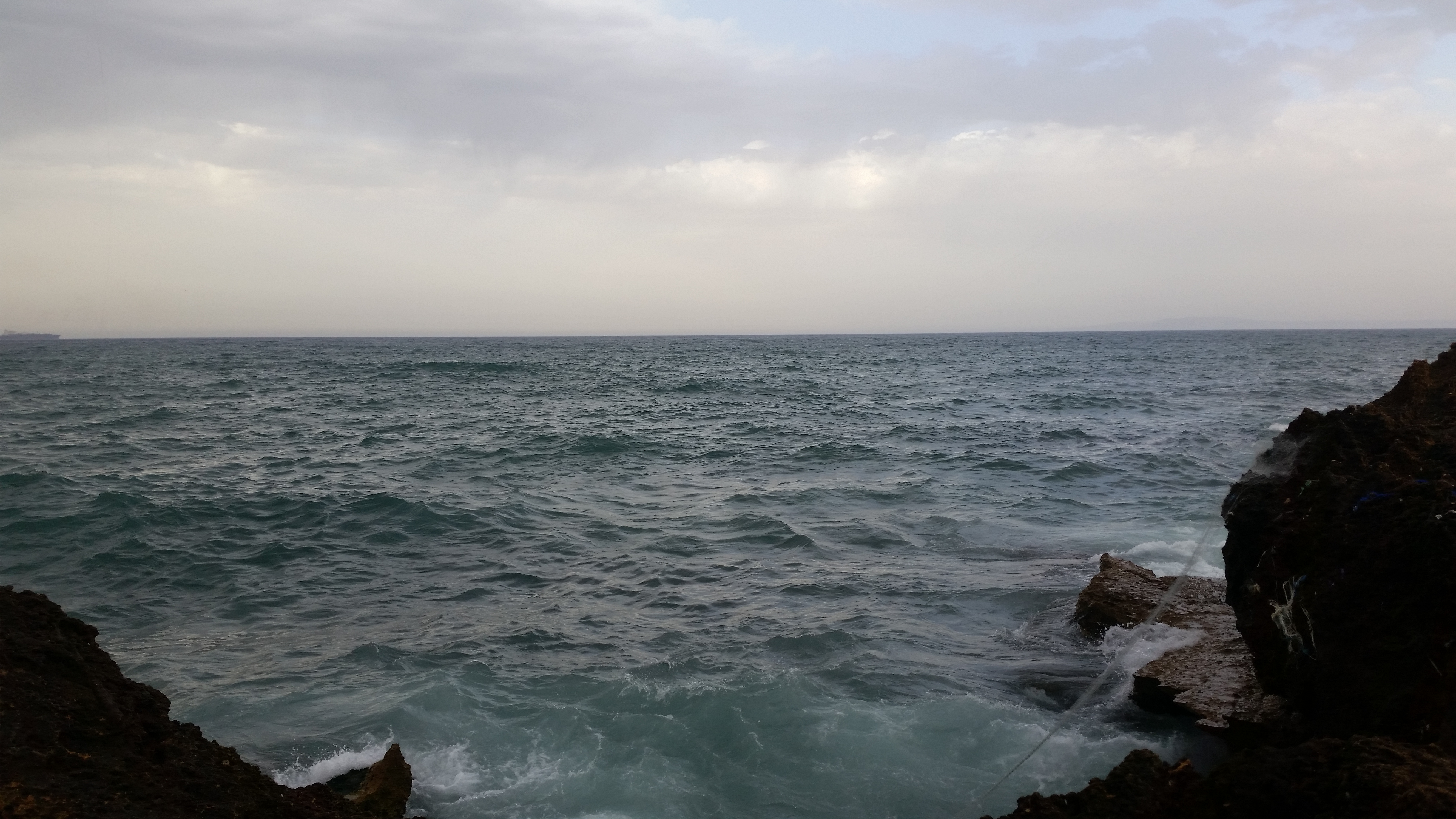
شاطىء المقطع
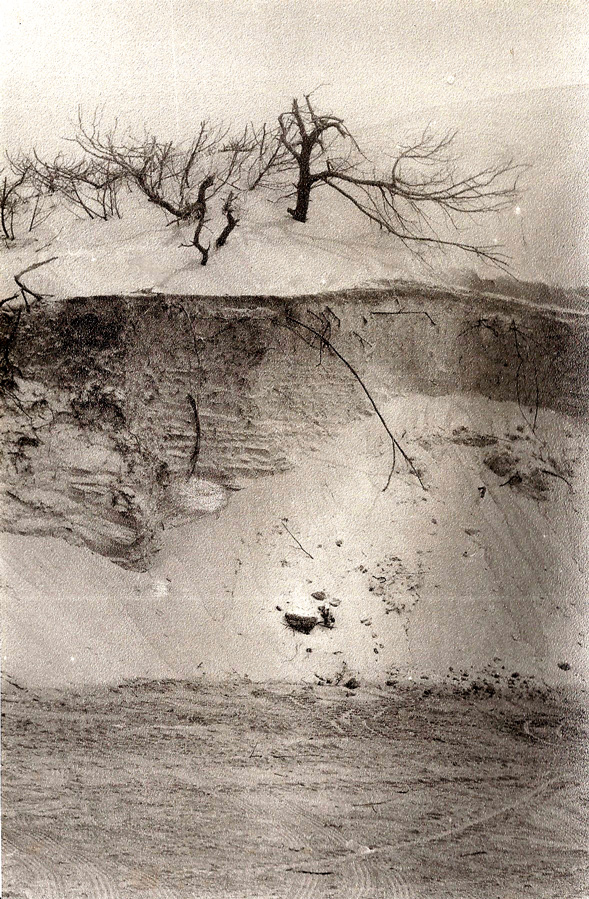
كثبان المقطع
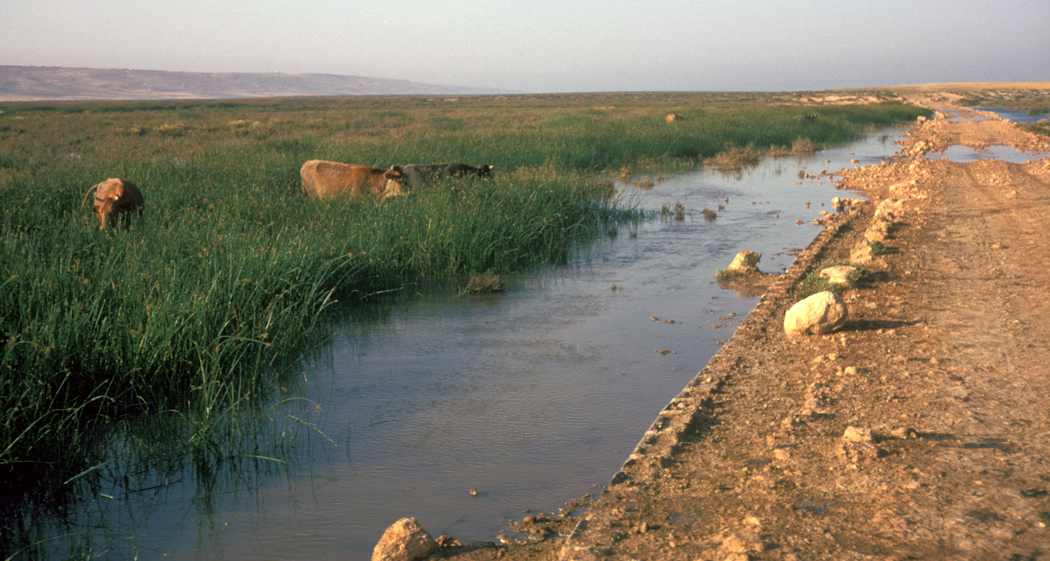
وادي المقطع
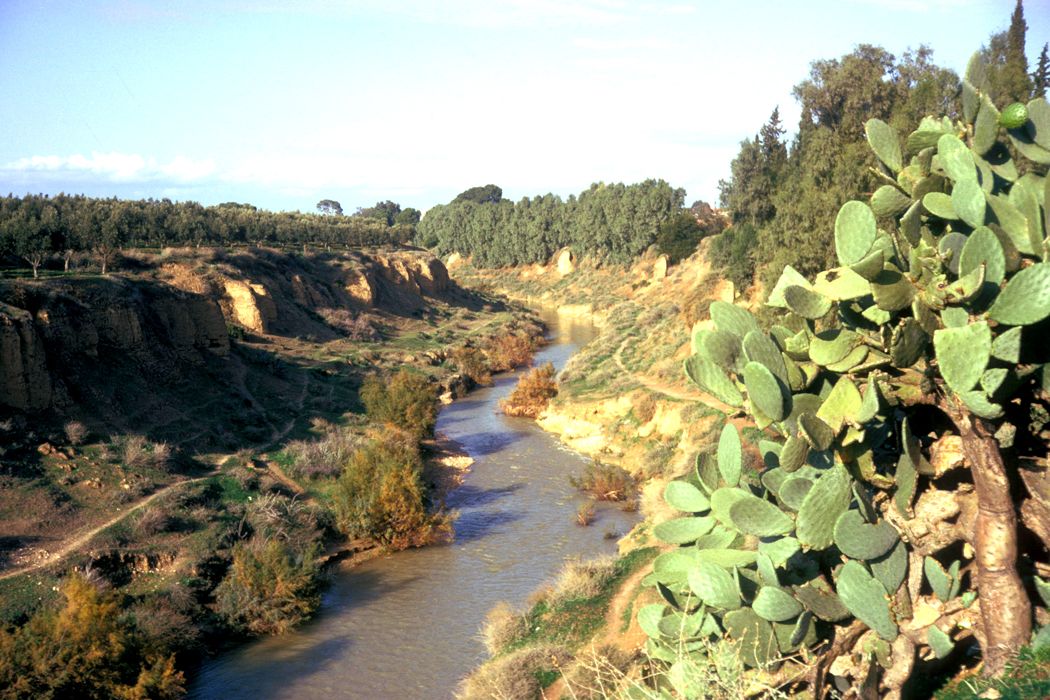
واد سيق
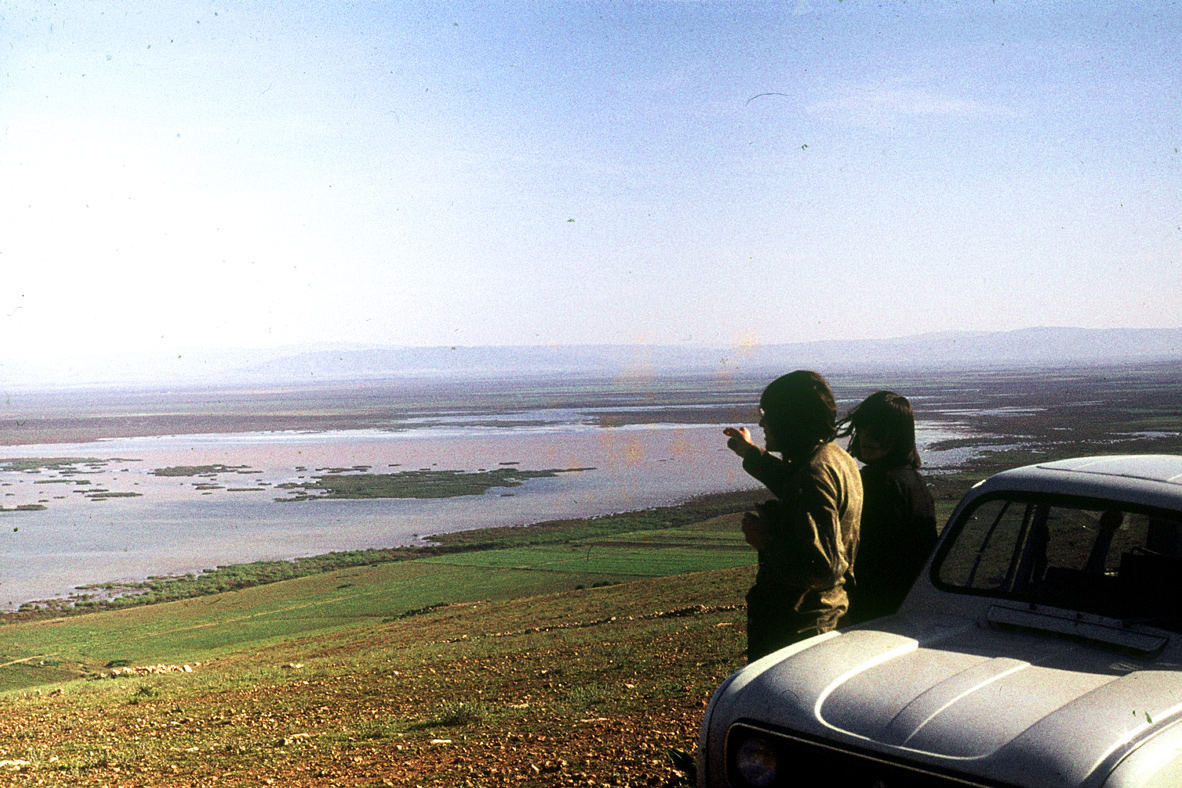
المقطع عام 1977

## وصلةخارجية
- La zone humide de la Macta